# Episodi di Cuori senza età (quinta stagione)
La quinta stagione della serie televisiva Cuori senza età è stata trasmessa in anteprima negli Stati Uniti d'America dalla NBC tra il 23 settembre 1989 e il 5 maggio 1990.
| nº | Titolo originale                                         | Titolo italiano                      | Prima TV USA      | Prima TV Italia |
| -- | -------------------------------------------------------- | ------------------------------------ | ----------------- | --------------- |
| 1  | Sick and Tired (Part 1)                                  | Malata (parte prima)                 | 23 settembre 1989 |                 |
| 2  | Sick and Tired (Part 2)                                  | Malata (parte seconda)               | 30 settembre 1989 |                 |
| 3  | The Accurate Conception                                  | Il seme della discordia              | 14 ottobre 1989   |                 |
| 4  | Rose Fights Back                                         | Rose si ribella                      | 21 ottobre 1989   |                 |
| 5  | Love Under the Big Top                                   | Tutti al circo                       | 28 ottobre 1989   |                 |
| 6  | Dancing in the Dark                                      | Segui il ritmo                       | 4 novembre 1989   |                 |
| 7  | Not Another Monday                                       | In punto di vita                     | 11 novembre 1989  |                 |
| 8  | That Old Feeling                                         | Quel vecchio sentimento              | 18 novembre 1989  |                 |
| 9  | Comedy of Errors                                         | La commedia degli errori             | 25 novembre 1989  |                 |
| 10 | All That Jazz                                            | Musica e nuvole                      | 2 dicembre 1989   |                 |
| 11 | Ebb Tide                                                 | Il piatto piange                     | 9 dicembre 1989   |                 |
| 12 | Have Yourself a Very Little Christmas                    | Rose di Natale                       | 16 dicembre 1989  |                 |
| 13 | Mary Has a Little Lamb                                   | Avances di galera                    | 6 gennaio 1990    |                 |
| 14 | Great Expectations                                       | Grandi speranze                      | 13 gennaio 1990   |                 |
| 15 | Triple Play                                              | Triplo gioco                         | 27 gennaio 1990   |                 |
| 16 | Clinton Avenue Memoirs                                   | Ricordi dimenticati                  | 3 febbraio 1990   |                 |
| 17 | Like the Beep Beep Beep of the Tom Tom                   | Ascolta i battiti del mio cuore      | 10 febbraio 1990  |                 |
| 18 | An Illegitimate Concern                                  | Il figlio del marito                 | 12 febbraio 1990  |                 |
| 19 | 72 Hours                                                 | 72 ore                               | 17 febbraio 1990  |                 |
| 20 | Twice in a Lifetime                                      | Due volte nella vita                 | 24 febbraio 1990  |                 |
| 21 | Sisters and Other Strangers                              | Sorelle ed altri estranei            | 3 marzo 1990      |                 |
| 22 | Cheaters                                                 | Traditori e imbroglioni              | 24 marzo 1990     |                 |
| 23 | The Mangiacavallo Curse Makes a Lousy Wedding Present    | Occhio al malocchio                  | 31 marzo 1990     |                 |
| 24 | All Bets Are Off                                         | Un gioco a puntate                   | 28 aprile 1990    |                 |
| 25 | The President's Coming! The President's Coming! (Part 1) | Arriva il presidente (parte prima)   | 5 maggio 1990     |                 |
| 26 | The President's Coming! The President's Coming! (Part 2) | Arriva il presidente (parte seconda) | 5 maggio 1990     |                 |